# Union démocratique des forces progressistes patriotiques
 (décembre 2023).
Si vous disposez d'ouvrages ou d'articles de référence ou si vous connaissez des sites web de qualité traitant du thème abordé ici, merci de compléter l'article en donnant les références utiles à sa vérifiabilité et en les liant à la section « Notes et références ».
L'Union démocratique des forces progressistes patriotiques (UDFP) est un parti politique sénégalais dont le Secrétaire général est Aloïse Gorgui Dione, ancien directeur des Arts.

## Histoire
L'UDFP est reconnue officiellement le 5 mars 2001[réf. nécessaire].
Lors des élections législatives de 2001, elle recueille 10 395 voix, soit 0,55 %[réf. nécessaire].

## Orientation
C'est un parti proche de la majorité présidentielle[évasif]. Ses objectifs déclarés sont « la conquête du pouvoir politique par les voies démocratiques afin de promouvoir le développement économique, social, culturel du Sénégal »[réf. nécessaire].